# Eugène Ekéké
Eugène Ekéké est un footballeur camerounais, né le 30 mai 1960 à Bonabéri (Cameroun). Il est également de nationalité française.

## Biographie
International camerounais, il participe aux Jeux olympiques en 1984 et à la Coupe d'Afrique des nations 1992 et surtout à la Coupe du monde 1990 : sur une passe de Roger Milla, il donne l'avantage aux siens (2-1) lors du quart de finale contre l'Angleterre (score final 2-3). 
Révélé en France au Racing, il joue également en Belgique à Beveren. Après un passage au Stade Quimpérois, il participe à la montée en Division 1 de Valenciennes en 1992. Puis il arrête sa carrière professionnelle et devient cadre administratif dans le club nordiste pendant la saison 1992-1993 au moment de l'affaire VA-OM. Il termine définitivement sa carrière à l'US Maubeuge, club de National 3 (actuel CFA2) en 1997.
Durant sa carrière de joueur, il est membre du syndicat des joueurs de football français (UNFP), alors qu'il est titulaire d'un BAC + 2 en administration des entreprises.
Il fait par la suite une carrière d'entraîneur au Cameroun, et dirige notamment le jeu du club gabonais du FC Franceville à partir de 2006.
Il reste aujourd'hui un personnage respecté dans le milieu du football français et africain.

## Clubs
- 1982-1983 : Paris FC
- 1983-1986 : RC Paris
- 1986-1987 : KSK Beveren
- 1987-1989 : Stade Quimpérois
- 1989-1992 : Valenciennes FC
- 1993-1997 : US Maubeuge

## Palmarès
- International camerounais de 1980 à 1992
- Participation aux Jeux olympiques de 1984 à Los Angeles
- Quart de finaliste de la Coupe du monde 1990
- Demi-finaliste de la Coupe d'Afrique des nations 1992
- champion d'Afrique des Nations 1988 au Maroc
- Champion de France D2 en 1986
- Vice-Champion de France D2 en 1992